# Ваксина срещу вирусен хепатит B
Ваксината срещу вирусен хепатит B съдържа 0,02 мг антигенен-белтъчина и е включена в Имунизационния календар на Република България за ваксинация на бебета и възрастни. Научно название: r-DNA Hepatitis-B Vaccine. Синоними: GEN-HB-VAX – MERK; SHARP; DOHME.

### Показания
Прилага се за активна имунизация срещу вирусен хепатит В. Може да бъде използвана във всяка възраст. Имунизират се всички новородени през първите 24 часа след раждането. Препоръчително е използването на ваксината за всички хора, които професионално или в личния си живот са застрашени от заразяване с хепатит В.

### Странични реакции и усложнения
Ваксината има слаба реактогенност. При около 50% се наблюдават местни реакции: преходна болезненост, зачервяване и инфилтрат на мястото. Много рядко се срещат преходна фебрилност, гадене, замайване, главоболие, миалгия, артралгия и други.

### Лекарствени взаимодействия
Ваксината е съвместима с други ваксини от имунизационния календар.

### Противопоказания
Висока температура, алергия към компонентите на ваксината, бременност.

### Дозировка
Единичната доза за възрастни и деца над 10 години е 1 мл, а за новородени и деца до 10 години – 0.5 мл. Инжектира се дълбокомускулно в делтоидния мускул. При новородени и малки деца – в антеролатералната част на бедрото.
Курсът на имунизация включва 3 инжектирания: на 1-ви, 30-и и 180-и ден. Реимунизацията се прави 6 години след имунизацията.

### Съхранение
Хладилен режим от +2 до +8 градуса, без да се допуска замразяване. Срок на годност – 3 години.